# One Direction
One Direction – brytyjsko-irlandzki boysband, laureaci nagród MTV Europe Music Awards i American Music Awards. W ostatnim składzie zespołu śpiewali: Niall Horan, Harry Styles, Louis Tomlinson i Liam Payne, wcześniej do grupy należał również Zayn Malik (do 25 marca 2015).
Członkowie zespołu zajęli trzecie miejsce w siódmej brytyjskiej edycji programu X Factor, po czym podpisali kontrakt z wytwórnią Syco Music. 11 sierpnia 2011 wydali debiutancki singiel, „What Makes You Beautiful”, który zadebiutował na pierwszym miejscu listy UK Singles Chart i stał się najszybciej sprzedającym singlem roku ze sprzedanymi 153 965 egzemplarzami. 1 listopada wydali debiutancki album studyjny pt. Up All Night, który znalazł się na drugim miejscu listy UK Albums Chart ze sprzedanymi 138 631 egzemplarzami, stał się najszybciej sprzedającym się albumem na UK Albums Chart w 2011 i najszybciej sprzedającym się debiutanckim albumem w Wielkiej Brytanii w 2011, a także zajął 27. miejsce w rankingu najlepiej sprzedających się albumów 2011.
W 2015 wokaliści wyruszyli w ostatnią trasę koncertową. W 2016 wstrzymali działalność i rozpoczęli solowe kariery. Niall Horan w wywiadzie dla Apple Music przyznał, że chciałby powrotu One Direction. Tę deklarację poparł Louis Tomlinson, a dwóch pozostałych członków nie wypowiedziało się dotychczas na ten temat.

## Historia

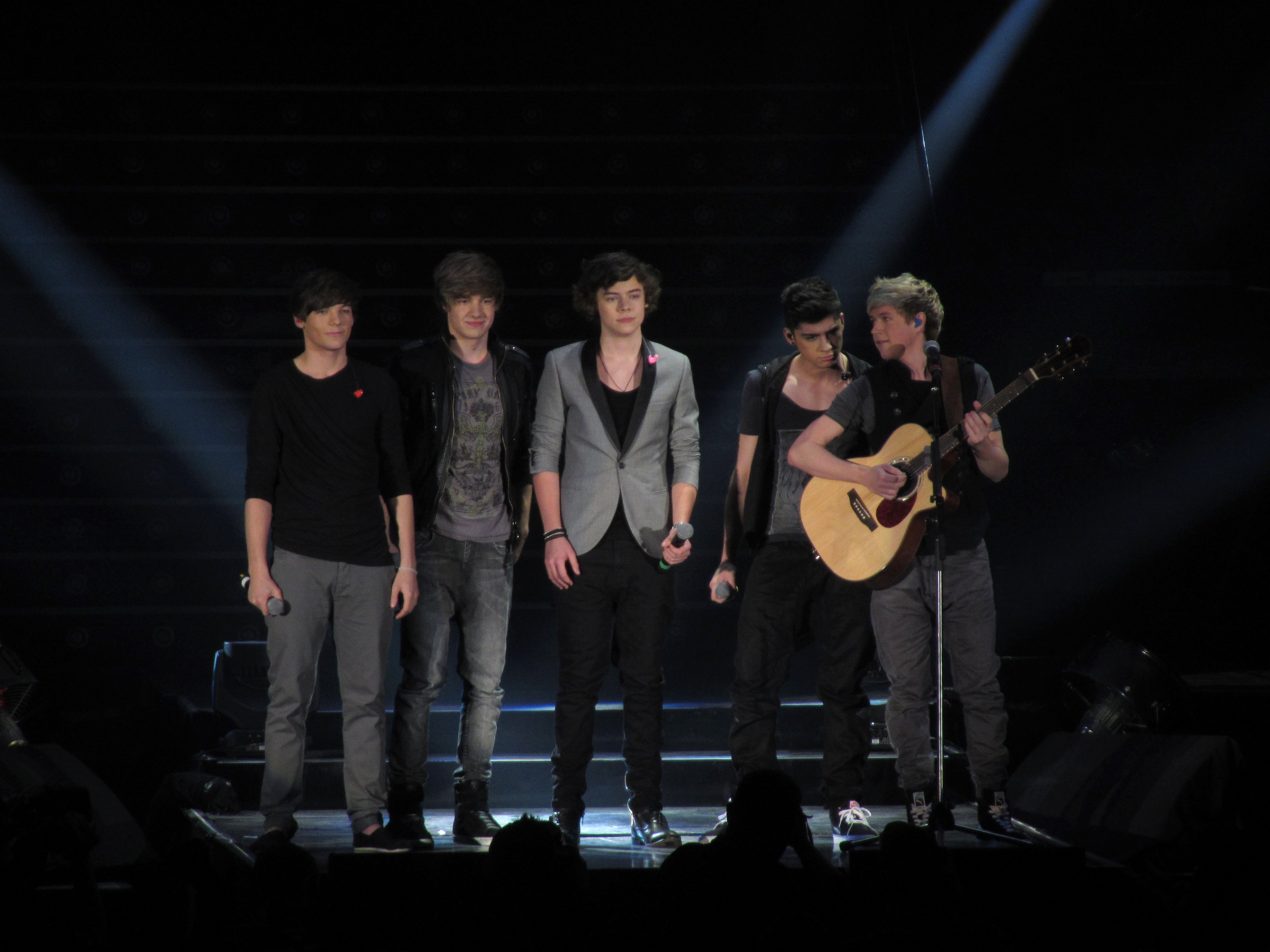
One Direction podczas The X Factor Live Tour (2011)

Niall Horan, Zayn Malik, Liam Payne, Harry Styles i Louis Tomlinson w 2010 wzięli udział w przesłuchaniach do siódmej edycji programu The X Factor. Podczas tzw. „bootcampu” jeden z jurorów konkursu, Simon Cowell, zaproponował, aby połączyć ich w zespół, więc zakwalifikowali się do grupy „Zespołów”. Jako jedyni z grupy Simona Cowella dotrwali do finału. Zajęli trzecie miejsce za Rebecką Ferguson i Mattem Cardle. Utwór „Forever Young”, który miał stać się ich singlem po wygraniu programu mimo ich przegranej został wydany w Internecie. Po wzięciu udziału w brytyjskiej edycji X-Factor podpisali kontrakt na 2 miliony funtów z wytwórnią Syco Music. One Direction i dziewięciu innych uczestników X-Factor wzięli udział w trasie koncertowej X-Factor Live Tour, która trwała od lutego do kwietnia 2011. Następnie zaczęli pracę nad swoim debiutanckim albumem z Savanem Kotechą, a 11 września wydali debiutancki singiel „What Makes You Beautiful”. Dotarł on do szczytu listy UK Singles Chart, sprzedając się w pierwszym tygodniu w 153965 ilości kopii. 13 listopada ukazał się ich drugi singel, zatytułowany „Gotta Be You” który uplasował się na trzeciej pozycji na brytyjskiej liście przebojów. Tydzień po wydaniu singla został wydany ich debiutancki album Up All Night. Podczas nagrywania materiału na płytę, grupa współpracowała także z takimi artystami jak RedOne, Ed Sheeran, Rami Yacoub, Kelly Clarkson, Steve Mac, Toby Gad, Carl Falk. Według Metacritic album zdobył „generalnie pozytywne opinie od krytyków muzycznych”. Zadebiutował na drugiej pozycji na liście UK Albums Chart dzięki sprzedanej 138,631 ilości kopii i stał się najszybciej sprzedawanym albumem w 2011 roku w Wielkiej Brytanii. Płyta była także szesnastym najlepiej sprzedającym się albumem w UK Albums Chart w 2011 roku, z 468,000 liczbą sprzedanych egzemplarzy.

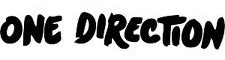
One Direction Logo

One Direction ogłosili trasę koncertową po Wielkiej Brytanii trwającą od grudnia 2011 do stycznia 2012. Bilety na trasę zostały wysprzedane w ciągu kilkunastu minut od ich publikacji. 9 listopada ogłosili również, że odbędą trasę koncertową po Stanach Zjednoczonych wraz z grupą Big Time Rush od lutego do marca 2012. W trakcie pobytu w Stanach Zjednoczonych podpisali kontrakt z wytwórnią płytową Columbia Records. Album pierwotnie miał zostać wydany w Ameryce Północnej 23 marca, ale został wydany tam z tygodniowym wyprzedzeniem, a Columbia Records skomentowała to tak: „Ze względu ogromnego popytu albumu przez fanów, ich debiutancki album ukaże się o jeden tydzień wcześniej, tj. 13 marca 2012”. Singel „What Makes You Beautiful” został wydany 14 lutego 2012 w Stanach Zjednoczonych. Stał się najwyższym debiutem brytyjskiego artysty od 1998 roku na liście Billboard Hot 100. Zadebiutował tam na 28. miejscu. Tydzień później grupa promowała album w Today Show w Rockefeller Center. 21 marca 2012 Up All Night dotarł do pierwszego miejsca na liście Billboard 200, sprzedając się w pierwszym tygodniu w ilości 176.000 egzemplarzy, a One Direction stali się pierwszą brytyjską grupą, której pierwszy album debiutował na pierwszym miejscu w Stanach Zjednoczonych. 31 marca grupa wykonała singel „What Makes You Beautiful” podczas Nickelodeon Kids’ Choice Awards 2012. 7 kwietnia wystąpili w programie Saturday Night Live, a także pojawili się w epizodzie serialu iCarly, zatytułowanym „iGo One Direction” który został wyemitowany tego samego dnia.
W 2014 nagrali kolejny film pt. Where We Are, który został zrealizowany podczas koncertów z 28 i 29 czerwca w Mediolanie, gdzie koncertowali w ramach trasy Where We Are Tour. 11 grudnia 2014 wystąpili na rozdaniu nagród BBC Music Awards w Earls Court Exhibition Centre, prezentując piosenkę „Steal My Girl” z albumu Four.
W marcu 2015 Malik przerwał trasę „On the Road Again Tour” po Azji i wrócił do Wielkiej Brytanii; 25 marca ogłoszono jego oficjalne odejście z zespołu One Direction. Tłumaczył swoją decyzję tym, że chciał prowadzić życie z dala od sławy i presji, którą odczuwał, będąc częścią jednego z najpopularniejszych zespołów na świecie, poza tym mówił też o chęci rozwinięcia się artystycznie w innych kierunkach, gdyż czuł się ograniczany przez popowy styl zespołu. 13 listopada 2015 zespół wydał piąty album studyjny pt. Made in the A.M., który promował singlami: „Drag Me Down”, „History” i „Perfect”. W dniu premiery płyty członkowie zespołu uczestniczyli w Londynie w gali Royal Variety Performance, na której spotkali się z księciem Harrym. W ramach promocji albumu 14 listopada 2015 dali kameralny koncert w Londynie, 1D London Session, w którym udział wzięło około 200 fanów z całego świata (warunkiem uczestnictwa w koncercie i indywidualnych spotkaniach z One Direction była wygrana konkursu dla danego kraju, przy czym w Polsce był to konkurs organizowany przez Radio Eska). W listopadzie w Los Angeles grupa odebrała nagrodę American Music Awards 2015 w kategorii Artysta roku oraz Ulubiony zespół pop.
W 2016 członkowie zespołu zawiesili działalność One Direction, po czym rozpoczęli kariery solowe. W 2016 zawieszony zespół został uhonorowany nagrodą Billboard Music Awards dla topowego duetu lub zespołu.
16 października 2024 w wyniku upadku z trzeciego piętra hotelu w Buenos Aires zmarł Liam Payne.

## Członkowie zespołu

### Ostatni skład zespołu
| Zdjęcie | Imię i nazwisko         | Data i miejsce urodzenia                             |
| ------- | ----------------------- | ---------------------------------------------------- |
|         | Harry Edward Styles     | 1 lutego 1994 w Redditch w Wielkiej Brytanii         |
|         | Niall James Horan       | 13 września 1993 w Mullingar w Irlandii              |
|         | Louis William Tomlinson | 24 grudnia 1991 w Doncaster w Wielkiej Brytanii      |
|         | Liam James Payne        | 29 sierpnia 1993 w Wolverhampton w Wielkiej Brytanii |

### Byli członkowie zespołu
| Zdjęcie | Imię i nazwisko | Okres członkostwa |
| ------- | --------------- | ----------------- |
|         | Zayn Malik      | 2010–2015         |

## Dyskografia
- 2011: Up All Night
- 2012: Take Me Home
- 2013: Midnight Memories
- 2014: Four
- 2015: Made in the A.M.

## Trasy koncertowe

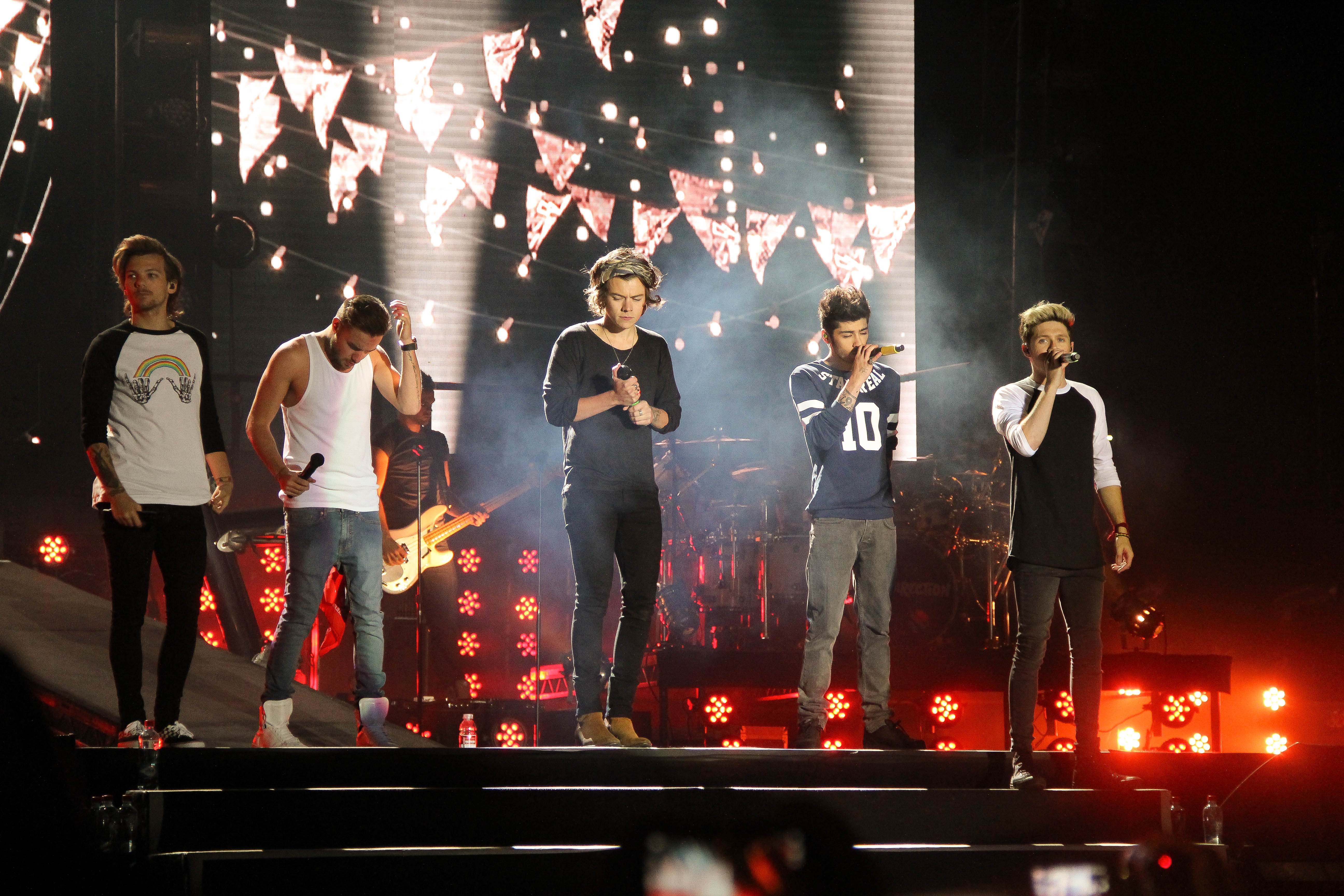
One Direction w Chile 2014

- The X Factor Tour (Razem z innymi uczestnikami) (2011)
- Up All Night Tour (2011–2012)
- Take Me Home Tour (2013)
- Where We Are Tour (2014)
- On The Road Again Tour (2015)

## Nagrody i nominacje

### Bambi
| Rok  | Nominacja     | Kategoria         | Rezultat |
| ---- | ------------- | ----------------- | -------- |
| 2012 | One Direction | Pop International | Wygrana  |

### The BRIT Awards
| Rok  | Nominacja                  | Kategoria                        | Rezultat |
| ---- | -------------------------- | -------------------------------- | -------- |
| 2012 | „What Makes You Beautiful” | Najlepszy singel                 | Wygrana  |
| 2013 | One Direction              | Nagroda za międzynarodowy sukces | Wygrana  |
| 2014 | „Best Song Ever”           | Najlepszy brytyjski teledysk     | Wygrana  |
| 2014 | One Direction              | Nagroda za międzynarodowy sukces | Wygrana  |
| 2015 | „You & I”                  | Najlepszy brytyjski teledysk     | Wygrana  |
| 2016 | „Drag Me Down”             | Najlepszy brytyjski teledysk     | Wygrana  |
| 2017 | „History”                  | Najlepszy brytyjski teledysk     | Wygrana  |

### BBC Radio 1 Teen Awards
| Rok  | Nominacja          | Kategoria              | Rezultat  |
| ---- | ------------------ | ---------------------- | --------- |
| 2012 | Up All Night       | Best British Album     | Wygrana   |
| 2012 | One Direction      | Best British Music Act | Wygrana   |
| 2012 | „One Thing”        | Best British Single    | Wygrana   |
| 2014 | „Story of My Life” | Best British Single    | nominacja |
| 2014 | One Direction      | Best British Group     | nominacja |
| 2015 | One Direction      | Best British Group     | Wygrana   |
| 2015 | Drag Me Down       | Best British Single    | Wygrana   |

### JIM Awards
| Rok  | Nominacja     | Kategoria                                                         | Rezultat |
| ---- | ------------- | ----------------------------------------------------------------- | -------- |
| 2012 | One Direction | Beste nieuwkomer – internationaal (Best Newcomer – International) | Wygrana  |

### MTV Awards
MTV Europe Music Awards
| Rok  | Nominacja     | Kategoria             | Rezultat  |
| ---- | ------------- | --------------------- | --------- |
| 2012 | One Direction | Best European Act     | nominacja |
| 2012 | One Direction | Best New Act          | Wygrana   |
| 2012 | One Direction | Best UK & Ireland Act | Wygrana   |
| 2012 | One Direction | Biggest Fans          | Wygrana   |

MTV Video Music Awards Brazil
| Rok  | Nominacja     | Kategoria                                    | Rezultat |
| ---- | ------------- | -------------------------------------------- | -------- |
| 2012 | One Direction | Artista internacional (International Artist) | Wygrana  |

MTV Video Music Awards
| Rok  | Nominacja                  | Kategoria               | Rezultat |
| ---- | -------------------------- | ----------------------- | -------- |
| 2012 | One Direction              | Best New Artist         | Wygrana  |
| 2012 | „What Makes You Beautiful” | Best Pop Video          | Wygrana  |
| 2012 | „What Makes You Beautiful” | Most Share-Worthy Video | Wygrana  |

### TRL Awards
| Rok  | Nominacja     | Kategoria | Rezultat  |
| ---- | ------------- | --------- | --------- |
| 2012 | One Direction | Best Fans | nominacja |

### Nickelodeon Kids’ Choice Awards
Nickelodeon Kids’ Choice Awards Argentina
| Rok  | Nominacja                  | Kategoria                                                    | Rezultat  |
| ---- | -------------------------- | ------------------------------------------------------------ | --------- |
| 2012 | One Direction              | Artista o grupo internacional (Artist / Group International) | nominacja |
| 2012 | „What Makes You Beautiful” | Canción favorita (Favorite Song)                             | Wygrana   |

Nickelodeon Kids’ Choice Awards Brazil
| Rok  | Nominacja     | Kategoria                                                      | Rezultat |
| ---- | ------------- | -------------------------------------------------------------- | -------- |
| 2012 | One Direction | Artista Internacional Favorito (Favorite International Artist) | Wygrana  |

Nickelodeon Kids’ Choice Awards Mexico
| Rok  | Nominacja                  | Kategoria                                    | Rezultat |
| ---- | -------------------------- | -------------------------------------------- | -------- |
| 2012 | One Direction              | Artista internacional (International Artist) | Wygrana  |
| 2012 | „What Makes You Beautiful” | Canción favorita (Favorite Song)             | Wygrana  |

Nickelodeon Kids’ Choice Awards UK
| Rok  | Nominacja     | Kategoria            | Rezultat |
| ---- | ------------- | -------------------- | -------- |
| 2012 | One Direction | Favorite UK Band     | Wygrana  |
| 2012 | One Direction | Favorite UK Newcomer | Wygrana  |

### Teen Choice Awards
| Rok  | Nominacja                  | Kategoria                       | Rezultat |
| ---- | -------------------------- | ------------------------------- | -------- |
| 2012 | One Direction              | Choice Music: Breakout Group    | Wygrana  |
| 2012 | One Direction              | Choice Summer Music Star: Group | Wygrana  |
| 2012 | „What Makes You Beautiful” | Choice Music: Love Song         | Wygrana  |